# Tetragnatha similis
Tetragnatha similis är en spindelart som beskrevs av Hercule Nicolet 1849. Tetragnatha similis ingår i släktet sträckkäkspindlar, och familjen käkspindlar. Inga underarter finns listade i Catalogue of Life.